# Willem Blaeu
Willem Janszoon Blaeu (1571, Uitgeest o Alkmaar - 21 d'octubre del 1638, Amsterdam) fou un cartògraf i editor d'atles holandès. Va tenir dos fills, Joan Blaeu i Cornelius Blaeu, que van continuar el negoci del seu pare relatiu a l'edició i publicació de mapes després de la mort d'aquest el 1638.

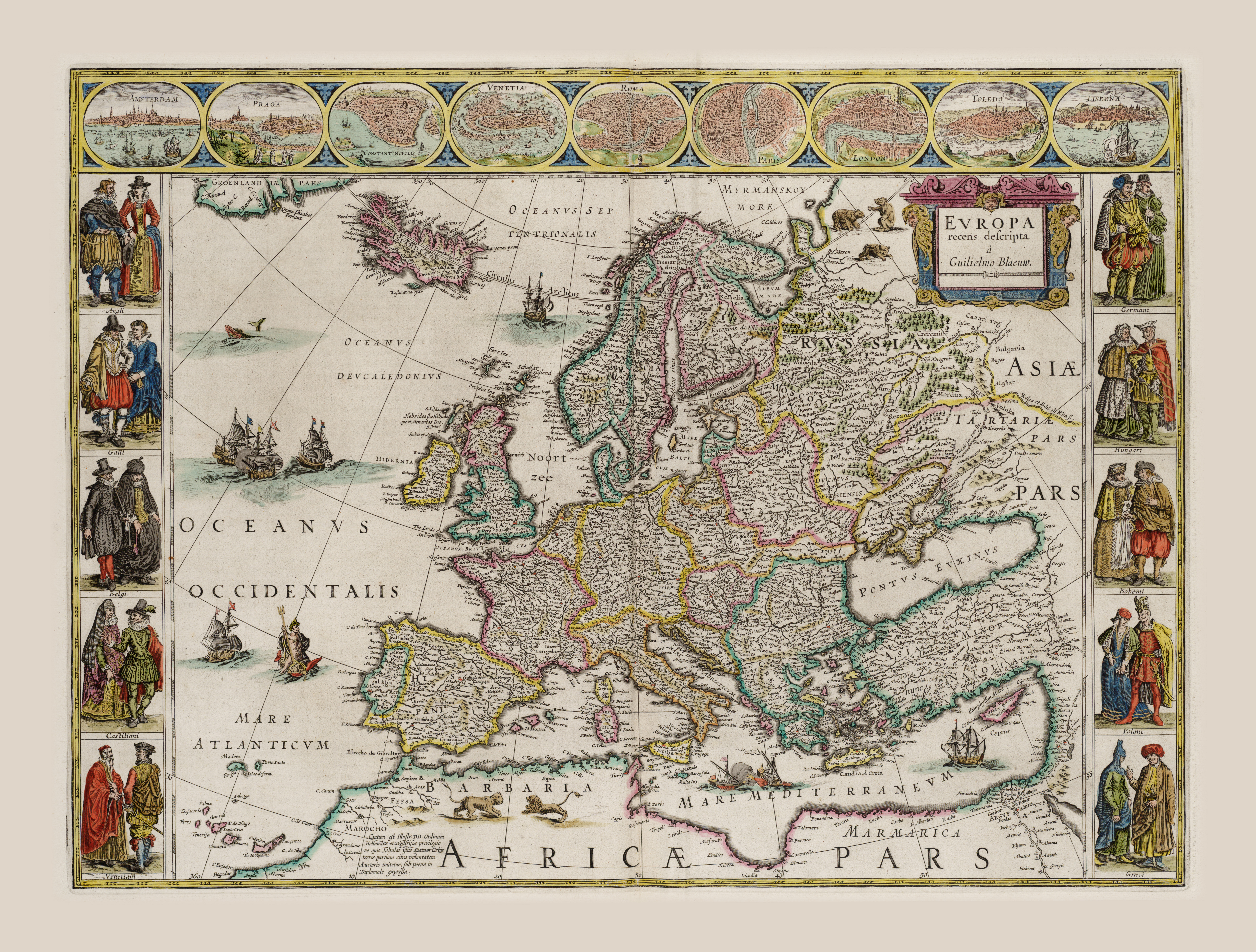
Europa de Willem Blaeu (c. 1630)

## Biografia
Blaeu va néixer a Uitgeest o Alkmaar. Com a fill d'un comerciant d' arengs benestant, va ser destinat a tenir èxit en el comerç del seu pare, però els seus interessos es van trobar més en les matemàtiques i l'astronomia. Entre 1594 i 1596, com estudiant de l'astrònom danès Tycho Brahe, es va graduar com a fabricant d'instruments i de globus. El 1600 va descobrir la segona estrella variable, ara coneguda com a P Cigne.
Un cop va tornar a Holanda, va fer mapes de països i globus del món, i quan va tenir el seu propi taller d'impressió, va poder produir regularment mapes de països en format atles, alguns dels quals van aparèixer a l'Atles Novus publicat el 1635. El 1633 va ser nomenat creador de mapes de la Companyia Holandesa de les Índies Orientals. També va ser editor i va publicar obres de Willebrord Snell, Descartes, Adriaan Metius, Roemer Visscher, Gerardus Joannes Vossius, Caspar Barlaeus, Hugo Grotius, Vondel i l'historiador i poeta Pieter Corneliszoon Hooft. Va morir a Amsterdam.
Va tenir dos fills, Johannes i Cornelis Blaeu, que van continuar el negoci de creació i edició de cartes del seu pare després de la seva mort el 1638. Les obres de la família encara es venen avui dia. Els mapes originals són rars articles de col·leccionista.

## Aparició als quadres de Vermeer
El Mapa de l'Europa de 1630 de Blaeu i Els mapes de Blaeu van aparèixer en les obres del pintor holandès Johannes Vermeer de Delft (1632-1675), que ostenta una posició de gran honor entre els historiadors de la cartografia. Diverses de les seves pintures il·lustren mapes penjats sobre parets o globus situats sobre taules o armaris. Vermeer va pintar aquests documents cartogràfics amb tant de detall que sovint és possible identificar els mapes reals.
Evidentment, Vermeer estava particularment lligat al mapa de Willem Blaeu-Balthasar Florisz van Berckenrode d' Holanda i Frieslandia Occidental, ja que ho representava com una decoració de paret en tres de les seves pintures. Encara que ja no existeix, l'existència del mapa es coneix a partir de fonts d'arxiu i la segona edició publicada per Willem Blaeu en 1621, titulada Nova et Accurata Totius Hollandiae Westfriesiaeq. Topografia, Descriptor Balthazar Florentio a Berke [n] Rode Batavo. Vermeer hauria d'haver tingut una còpia a la seva disposició (o l'anterior publicada per Van Berckenrode).
Cap a 1658 el va mostrar com una decoració de paret en el seu quadre Officer & Laughing Girl, que representa a un soldat amb un gran barret assegut amb l'esquena a l'espectador parlant amb una noia somrient que sosté un got a la mà. La llum del sol brillant fa que la noia i el gran mapa de la paret. El regal de Vermeer per al realisme s'evidencia pel fet que el mapa de la paret, muntat sobre roba i barres de fusta, és identificable com el mapa de Blaeu d'Holanda i Frísia occidental 1621. Capta fidelment el seu disseny característic, decoració i contingut geogràfic.

## Obres publicades
- Aardglobe (1599)
- Hemelglobe (1603)
- Nieuw Graetboeck (1605)
- Nywe Paskaerte (1606)
- 't Licht der zeevaert (1608)
- Spieghel der Schrijfkonste (1609)[1]

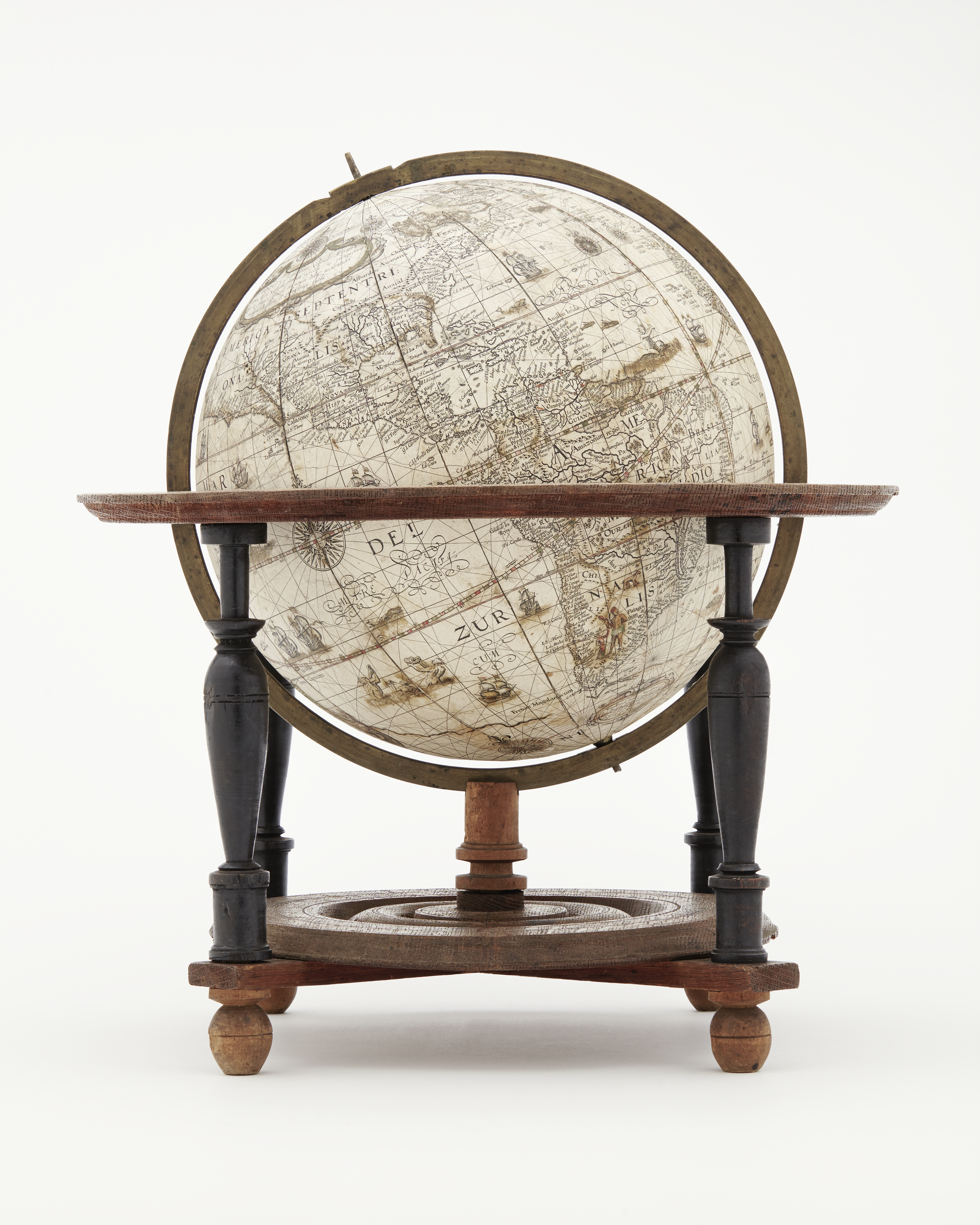
Globus de 1602. El taller va fer globus per parelles: un per representar el cel i un altre per a la Terra.

Globus del cel de Blaeu, 1602

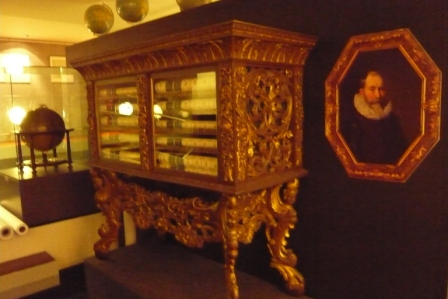
Atles de Joan & Willem Blaeu en 11 volums en cuir blanc i or.

- "Nova et Accurata Totius Hollandiae Westfriesiaeq. Topographia, Descriptore Balthazaro Florentio a Berke[n]rode Batavo"
- Tafelen van de declinatie der Sonne (1623)
- Tafelen van de breedte van de opgang der Sonne
- Zeespiegel, inhoudende een korte onderwysinghe inde konst der zeevaert, en beschryvinghe der seen en kusten van de oostersche, noordsche, en westersche schipvaert (1624)
- Pascaarte van alle de zeecusten van Europa (1625)
- Tweevoudigh onderwijs van de Hemelsche en Aerdsche globen; het een na de meyning van Ptolemævs met een vasten aerdkloot; het ander na de natuerlijcke stelling van N. Copernicus met een loopenden aerdkloot.
- Atlantis Appendix (1630)
- Appendix Theatri... et Atlantis... (1631)
- Atlas (1634)
- Novus Atlas (1635)
- Theatrum Orbis Terrarum (1635)
- Toonneel des Aerdrycks (1635)
- Le Theatre du Monde (1635)
- Theatre du monde ou Nouvel Atlas (1638)

## Llegat
Els seus mapes van formar la major part de l'Atles Maior, que es va convertir en un ítem de col·leccionista a Amsterdam.